# アレックス・オルメド
アレックス・オルメド（Alex Olmedo, 1936年3月24日 - 2020年12月9日）は、ペルー・アレキパ出身の男子テニス選手。フルネームは Alejandro Olmedo Rodriguez （アレハンドロ・オルメド・ロドリゲス）という。同国が生んだ最大のテニス選手で、1959年の全豪選手権とウィンブルドン選手権で4大大会年間2冠を獲得した。彼はアステカ民族とスペイン人の混血の子孫であり、身長185cmほどのどっしりした体格とインカ風の顔立ちに生やした“帝王のような”あごひげから、南カリフォルニア大学在学中につけられた“Chief”（長）というニックネームで呼ばれた。オルメドのテニスは、攻撃的なボレーで攻める果敢なネット・プレーを最大の持ち味とした。

## 来歴
アレハンドロ・オルメドは故郷のペルーでテニスを覚えたが、南カリフォルニア大学在学中に「南カリフォルニア・テニス協会」会長のペリー・ジョーンズ（1890年 - 1970年）と出会い、彼の後援を受けるようになった。1958年の全米選手権で、オルメドは男子ダブルスでハミルトン・リチャードソン（1933年 - 2006年）とペアを組み、4大大会初優勝を果たす。当時のペルーにはデビスカップのチームがなかったため、ジョーンズは1958年度のデ杯アメリカ代表監督として、オルメドにデビスカップのアメリカ代表選手として出場する機会を与えた。 アメリカ人ではない選手がデ杯の米国代表に起用されたのは、オルメドが唯一のケースであったが、当時は米国メディアから大きな批判があったという。1958年12月、オルメドはデ杯「ワールドグループ」準決勝の対イタリア戦と、決勝の対オーストラリア戦でそれぞれ出場3試合に全勝し、アメリカ代表チームの優勝に貢献した。
アレックス・オルメドは1958年に日本を訪れ、全日本テニス選手権に出場したことがある。この年は大阪市内の「うつぼ公園コート」で大会が行われ、オルメドは男子シングルス決勝でハミルトン・リチャードソンに 2-6, 1-6, 1-6 で敗れて準優勝になった。（全日本テニス選手権男子シングルス優勝者一覧を参照のこと。）
1959年にオルメドのテニス経歴は最盛期を迎え、全豪選手権とウィンブルドン選手権の男子シングルスで優勝を飾った。全豪選手権の決勝ではニール・フレーザーを 6-1, 6-2, 3-6, 6-3 で破り、ウィンブルドン選手権ではロッド・レーバーに 6-4, 6-3, 6-4 のストレートで完勝した。デビスカップのアメリカ代表選手だったことから、どちらの公式優勝記録表にもオルメドの国籍は「USA」と記載されているが、彼はペルー人選手として最初の4大大会優勝者に輝いた。しかし、8月末に開かれたデ杯決勝でアメリカはオーストラリアに2勝3敗で敗れ、第1試合でオルメドは全豪決勝で破ったニール・フレーザーに苦杯を喫し、第3試合のダブルス戦も落とした。直後の全米選手権決勝でもフレーザーに 3-6, 7-5, 2-6, 4-6 で敗れ、4大大会年間3冠獲得を逃している。オルメドが4大大会で戦っていた時代、彼の好敵手はフレーザーであった。
アレックス・オルメドは1960年からプロテニス選手に転向し、以後はプロツアーへ戦いの場を移す。1987年に国際テニス殿堂入りを果たし、1999年からはアメリカ市民権を取得して米国市民となった。（オルメドの時代になかったデビスカップのペルー代表チームは、1968年から機能するようになった。）

## 4大大会優勝
- 全豪選手権　男子シングルス優勝：1959年
- ウィンブルドン選手権　男子シングルス優勝：1959年
- 全米選手権　男子ダブルス優勝：1958年　［男子シングルス準優勝：1959年］

| 年     | 大会                 | 対戦相手           | 試合結果           |
| ------ | -------------------- | ------------------ | ------------------ |
| 1959年 | 全豪選手権           | ニール・フレーザー | 6-1, 6-2, 3-6, 6-3 |
| 1959年 | ウィンブルドン選手権 | ロッド・レーバー   | 6-4, 6-3, 6-4      |